# Zvonička (usedlost)
Zvonička je zaniklá usedlost v Praze-Podolí, která se nacházela v místech ulice Na Zvoničce.

## Historie
Hospodářská usedlost zanikla již v polovině 19. století. Patřily k ní pozemky, na kterých byly později postaveny obytné domy čp. 353 a 363 a vila Zvonička s čp. 56/9.